# Greenwich (Connecticut)
Greenwich è un comune di 62.236 abitanti degli Stati Uniti d'America, situato nella contea di Fairfield nello Stato del Connecticut.